# 志村 (板橋区)
志村（しむら）は、東京都板橋区の町名。現行行政地名は志村一丁目から三丁目。全域で住居表示が実施されている。

## 地理
板橋区の北東部に位置する。北で坂下、東で小豆沢、南で大原町、南西で前野町、西で相生町と隣接する。町域の東北辺を国道17号（中山道）、北西辺を東京都道311号環状八号線（環八通り）、北部を都営地下鉄三田線が通じている。三田線（北行）は当町域で地下から地上に出て、西高島平方面は高架線となる。志村銀座商店街を中心とした商業地域、工場地帯、マンションなどの住宅街に分けられる。

### 地形
武蔵野台地成増台の高台と、荒川低地の沖積層の境目にあたる。区の中央部を小豆沢から赤塚にかけてほぼ東西に横断する崖線が二丁目・三丁目の町域を通り、およそ20mの急峻な高低差に多くの坂道が作られている。南部の一丁目では谷戸地形も見られ、前野町との境界、首都高速5号線の高架に向けて急な下り勾配が形成されている。

### 地価
住宅地の地価は、2024年（令和6年）7月1日の地価調査によれば、志村2-6-13の地点で50万円/m2となっている。

## 歴史
廃藩置県実施前は武蔵国豊島郡志村。「志」（し）が村名である。近世においては、堀内村、掘之内村とも称された。

### 沿革
- 15世紀：志村城が築城されたと考えられる。廃城は16世紀後半～末ごろと考えられている。
- 1524年（大永4年）：志村延命寺が創建されたと伝えられる。
- 1602年（慶長7年）：徳川家康の命により、中山道が整備される。
- 1604年（慶長9年）：中山道に、日本橋起点3里地点を示す志村一里塚が造られる。
- 1718年（享保3年）：徳川吉宗将軍が、戸田筋（志村の原および徳丸ヶ原。現在の坂下・蓮根・高島平地域）での鷹狩を行い、延命寺を御膳所（休息所）としたと伝えられる。
- 1871年（明治4年）：浦和県（現埼玉県）から東京府に編入。大区小区制実施。
- 1878年（明治11年）：郡区町村編制法により北豊島郡が設置され、東京府北豊島郡志村となる。
- 1889年（明治22年）4月1日：市制町村制施行により志村は本蓮沼村・上蓮沼村・根葉村・小豆沢村・前野村・中台村・西台村の7村を併合する。当地域は東京府北豊島郡志村大字志（し）となる。
- 1904年（明治37年）：北豊島郡志村尋常小学校（現・板橋区立志村小学校）開校。1906年に高等尋常小学校を併設する。
- 1923年（大正12年）：王子（王志とも）乗合自動車商会（後に中山道乗合自動車を経て、戦後は国際興業バスに統合）が、王子駅 - 志村戸田橋間の路線バス事業を開始。現在の町域に、飯田屋前、共栄商会前、志村坂上、セルロイド会社入口、志村坂下の停留所が設置される。
  - 1930年代には、他に板橋乗合自動車（後に東都乗合自動車、戦後は国際興業バスに統合）が志村飯田屋前 - 赤羽駅 - 志茂間の路線を運行していた。
  - セルロイド会社は、志村小豆沢町の大日本セルロイド株式会社（現・株式会社ダイセル）のこと。1969年に撤退、跡地は小豆沢ガーデンを経てセブンタウン小豆沢となっている。
- 1932年（昭和7年）10月1日：板橋区発足により、東京府東京市板橋区志村町となる（1943年8月1日 東京都制施行）。
- 1933年（昭和8年）～ 1935年（昭和10年）：中山道拡幅・新道（国道17号）建設工事が行われる。[8][9]
- 1938年（昭和13年）：志村町に凸版印刷株式会社板橋工場創設。[10]
- 1944年（昭和19年）：都電志村線開通、終点志村停留場（後の志村坂上）が設置される。[11]
- 1947年（昭和22年）：志村町が（旧）志村町一丁目～四丁目に分かれ、東京都板橋区（旧）志村町一丁目～四丁目となる。
- 1950年（昭和25年）：（旧）志村町三丁目に国際興業バス志村営業所開設。二度の移転を経て現在地（坂下一丁目）に設置される。
- 1954年（昭和29年）：コパル光機製作所（現・日本電産コパル）が豊島区長崎から（旧）志村町二丁目に移転。
- 1954年（昭和29年）：（旧）志村町二丁目にスーパーマーケット三徳（現・三徳志村店）開業。
  - 1960年代から1970年代にかけては、志村銀座商店街に西友ストアー、緑屋も営業していた。
- 1955年（昭和30年）6月10日：都電志村線が志村橋まで延伸。志村停留場を「志村坂上」に改称、（旧）志村町四丁目に志村坂下停留場開設。[11]
- 1955年ごろ：志村坂下にあった、旧中山道志村の立場（たてば）跡解体。
- 1962年（昭和37年）3月1日：志村前野町の一部を（旧）志村町二丁目に編入。
- 1963年（昭和38年）11月1日：志村中台町の一部を（旧）志村町四丁目に編入。
- 1966年（昭和41年）1月1日：住居表示実施により、（旧）志村町一丁目～四丁目の中山道以西地域および（旧）小豆沢一丁目の一部地域を（新）志村一丁目～三丁目に再編する。（旧）志村町一丁目～三丁目の中山道以東地域は（新）小豆沢一丁目～四丁目に編入される。[12]
- 1966年（昭和41年）5月28日：都電志村線廃止（最終運行日）。
- 1967年（昭和42年）10月2日：志村三丁目に板橋北郵便局開設。
- 1968年（昭和43年）12月27日：都営地下鉄6号線開通、志村坂上駅および志村三丁目駅開業。

### 地名の由来
「志村」は古くには「しのむら」と称されたと伝えられる。篠が生い茂っていた土地に開村したことが由来で、鎌倉時代の歴史記録『吾妻鏡』に記されている。

## 世帯数と人口
2025年（令和7年）3月1日現在（板橋区発表）の世帯数と人口は以下の通りである。
| 丁目       | 世帯数    | 人口     |
| ---------- | --------- | -------- |
| 志村一丁目 | 3,157世帯 | 5,313人  |
| 志村二丁目 | 2,238世帯 | 4,254人  |
| 志村三丁目 | 2,023世帯 | 3,286人  |
| 計         | 7,418世帯 | 12,853人 |

### 人口の変遷
国勢調査による人口の推移。
| 年                 | 人口   |
| ------------------ | ------ |
| 1995年（平成7年）  | 9,536  |
| 2000年（平成12年） | 10,560 |
| 2005年（平成17年） | 11,348 |
| 2010年（平成22年） | 11,753 |
| 2015年（平成27年） | 12,656 |
| 2020年（令和2年）  | 13,131 |

### 世帯数の変遷
国勢調査による世帯数の推移。
| 年                 | 世帯数 |
| ------------------ | ------ |
| 1995年（平成7年）  | 4,324  |
| 2000年（平成12年） | 4,937  |
| 2005年（平成17年） | 5,444  |
| 2010年（平成22年） | 5,952  |
| 2015年（平成27年） | 6,596  |
| 2020年（令和2年）  | 7,119  |

## 学区
区立小・中学校に通う場合、学区は以下の通りとなる（2021年8月時点）。
| 丁目       | 番地          | 小学校                 | 中学校                 |
| ---------- | ------------- | ---------------------- | ---------------------- |
| 志村一丁目 | 1～12番       | 板橋区立志村第二小学校 | 板橋区立志村第二中学校 |
| 志村一丁目 | 13～35番      | 板橋区立志村小学校     | 板橋区立志村第四中学校 |
| 志村二丁目 | 全域          | 板橋区立志村小学校     | 板橋区立志村第四中学校 |
| 志村三丁目 | 1～11番 15番  | 板橋区立志村小学校     | 板橋区立志村第四中学校 |
| 志村三丁目 | 12～14番 16番 | 板橋区立北前野小学校   | 板橋区立志村第四中学校 |
| 志村三丁目 | 17～32番      | 板橋区立志村坂下小学校 | 板橋区立志村第四中学校 |

## 事業所
2021年（令和3年）現在の経済センサス調査による事業所数と従業員数は以下の通りである。
| 丁目       | 事業所数  | 従業員数 |
| ---------- | --------- | -------- |
| 志村一丁目 | 227事業所 | 2,679人  |
| 志村二丁目 | 109事業所 | 963人    |
| 志村三丁目 | 132事業所 | 3,655人  |
| 計         | 468事業所 | 7,297人  |

### 事業者数の変遷
経済センサスによる事業所数の推移。
| 年                 | 事業者数 |
| ------------------ | -------- |
| 2016年（平成28年） | 473      |
| 2021年（令和3年）  | 468      |

### 従業員数の変遷
経済センサスによる従業員数の推移。
| 年                 | 従業員数 |
| ------------------ | -------- |
| 2016年（平成28年） | 7,994    |
| 2021年（令和3年）  | 7,297    |

## 交通

### 鉄道
- 東京都交通局
  - 都営地下鉄三田線：志村坂上駅・志村三丁目駅　全列車が停車する。
    - 南行：巣鴨・日比谷・目黒方面　東急目黒線・東急新横浜線・相鉄新横浜線経由で、相鉄本線海老名駅・相鉄いずみ野線湘南台駅まで直通運転。
    - 北行：高島平・西高島平方面

### バス
- 国際興業バス　※出入庫に伴う区間運行系統は特記しているものを除き省略。
  - 志村坂上：池20　池袋駅西口行き・志村三丁目駅経由高島平操車場行き、赤56　赤羽駅西口行き・中台三丁目経由高島平操車場行き、池21　池袋駅西口行き・舟渡町経由高島平駅行き
    - 日曜・祝日の昼間時間帯は、志村銀座商店街で歩行者天国を実施するため、池20系統と赤56系統は当停留所には停車しない。バスは志村一里塚から見次公園裏の交差点を経由して、志村二丁目に向かう。池21系統の志村坂上停留所は中山道上、みずほ銀行志村支店の前にあるため、迂回措置は行われない。

  - 志村二丁目： 池20　池袋駅西口行き・志村三丁目駅経由高島平操車場行き、赤56　赤羽駅西口行き・中台三丁目経由高島平操車場行き
  - 志村三丁目駅（旧称・志村車庫）：池20　志村坂上経由池袋駅西口行き・西台駅経由高島平操車場行き、常01　ときわ台駅行き、赤01　志村坂下経由赤羽駅西口行き・平和台駅経由練馬駅行き、赤02　志村坂下経由赤羽駅西口行き・成増駅北口行き
    - 志村坂上経由赤羽駅西口行きの始発便（赤56-2系統）も運転されている。この系統の赤羽駅方面からの入庫便は平日朝の1便を除き、中台三丁目行き赤56-3系統として運転され、当停留所は経由しない。

  - 志村坂下：赤01　赤羽駅西口行き・平和台駅経由練馬駅行き、赤02　赤羽駅西口行き・成増駅北口行き、池21　池袋駅西口行き・舟渡町経由高島平駅行き
  - 志村一里塚：池20　池袋駅西口行き・西台駅経由高島平操車場行き、池21　池袋駅西口行き・舟渡町経由高島平駅行き
  - 志村一丁目：赤53　ときわ台駅行き・西が丘経由赤羽駅西口行き
    - ときわ台駅行きの停留所は中山道交差点の東側（赤羽駅寄り）に設置されているが、中山道を渡った先の凸版印刷前にも停留所が追加された。いずれも停留所名は「志村一丁目」で、後者については車内で「志村一丁目・凸版印刷前」と案内している。赤羽駅行きの停留所は凸版印刷前のみで、中山道の東側には設置されていない。
    - 赤羽駅西口始発の蓮沼町循環（赤52系統、平日朝時間帯のみ運転）は、2013年3月15日限りで廃止された。

### 道路
- 首都高速5号池袋線：志村パーキングエリアが設置されている。
- 国道17号（中山道）
- 東京都道311号環状八号線（環八通り）
- 東京都道445号常盤台赤羽線（前野中央通り）
- 城山通り
- 御成塚通り

## 施設
一丁目
- 延命寺
- 板橋区立志村第二小学校
- TOPPAN株式会社

二丁目
- 志村熊野神社：志村城二の丸跡に創建。
- みずほ銀行志村支店：旧第一銀行志村支店。第一勧業銀行など、数度の他行との合併による名称変更を経て現在の行名となる。
- 日本電産コパル：カメラシャッターなどを製造するメーカー。
- 三徳志村店：志村地域で初のスーパーマーケット。
- 板橋区立志村小学校：タレントであった志村けんをモデルにした竹村よしひこの漫画「わ～お!ケンちゃん」にも主人公・志村ケン太が通う小学校「板橋区志村小学校」として登場しているが、志村けんは現在の東京都東村山市の出身であり、当校は作中の小学校の直接のモデルとなっていない。
  - 俳優渥美清の年譜では、1940年に現在の泉町にある志村第一尋常小学校を卒業、「板橋城山高等小学校」入学とされているが、この名前の学校は板橋区側の資料には存在していない。当時の学制では、6年制の尋常小学校に2年制の尋常高等小学校を併設することが多く、志村地域では当校が高等小学校を併設していたこと、および当校が「城山」と呼ばれる城址にあること、志村第一尋常小学校は志村尋常小学校の分校であったことから、当校の前身の志村尋常高等小学校に入学、1942年に卒業したものと考えられる。
- 志村城山公園

三丁目
- グリーンカレッジホール （板橋区立シニア学習プラザ）
- 板橋北郵便局
- 板橋区立志村第四中学校
- 志村ショッピングセンター：サミットストア、コジマ×ビックカメラなどが営業。
- 志村ジャンボプール（閉店）

## 史跡
- 志村一里塚（志村一丁目）
- 志村城跡（志村二丁目）

## その他

### 日本郵便
- 郵便番号 : 174-0056[3]（集配局 : 板橋北郵便局[22]）。